# Тигры на почтовых марках

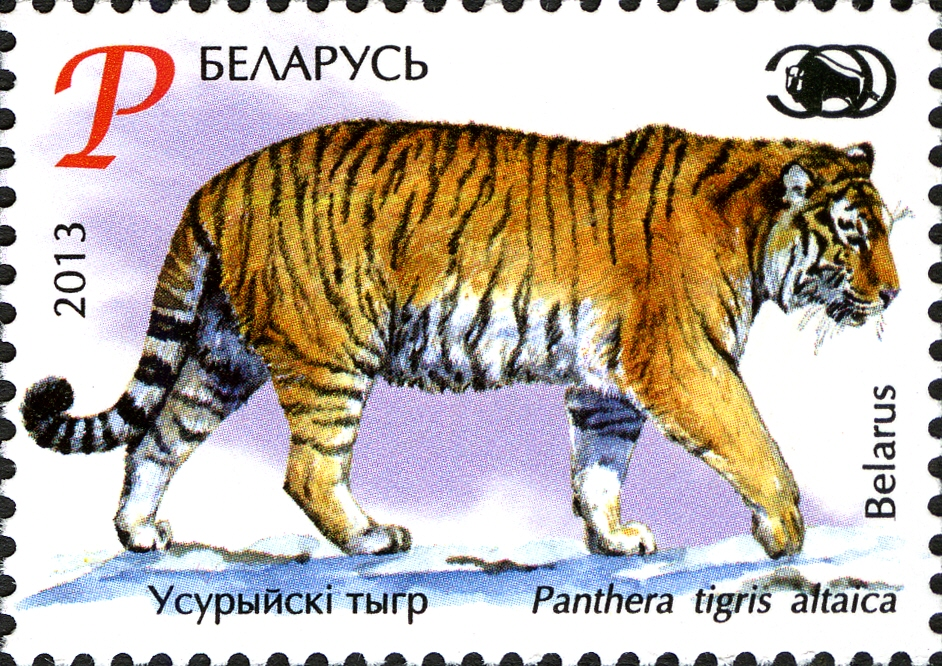
Почтовая марка Белоруссии (2013)

Тема «Ти́гры на почто́вых ма́рках» — совокупность филателистических материалов (знаков почтовой оплаты, почтовых карточек, штемпелей и пр.), посвящённых тиграм или связанных с ними.
Первые почтовые марки с изображением тигра были эмитированы в 1891 году в малайском султанате Негри-Сембилам. Наряду с другими крупными млекопитающими тигров часто изображают на почтовых марках.
«Тигры на почтовых марках» является одной из областей тематического коллекционирования.

## Выпуски по странам

### СССР
В 1959 году в Советском Союзе вышла первая марка с изображением уссурийского (или амурского) тигра авторства известного художника-анималиста А. Н. Комарова в рамках серии «Охраняйте животных».
Изображение тигра также появилось на марке номиналом 12 копеек из серии 1964 года, посвящённой 100-летию Московского зоопарка.

Примеры почтовых марок СССР по теме «Тигры»
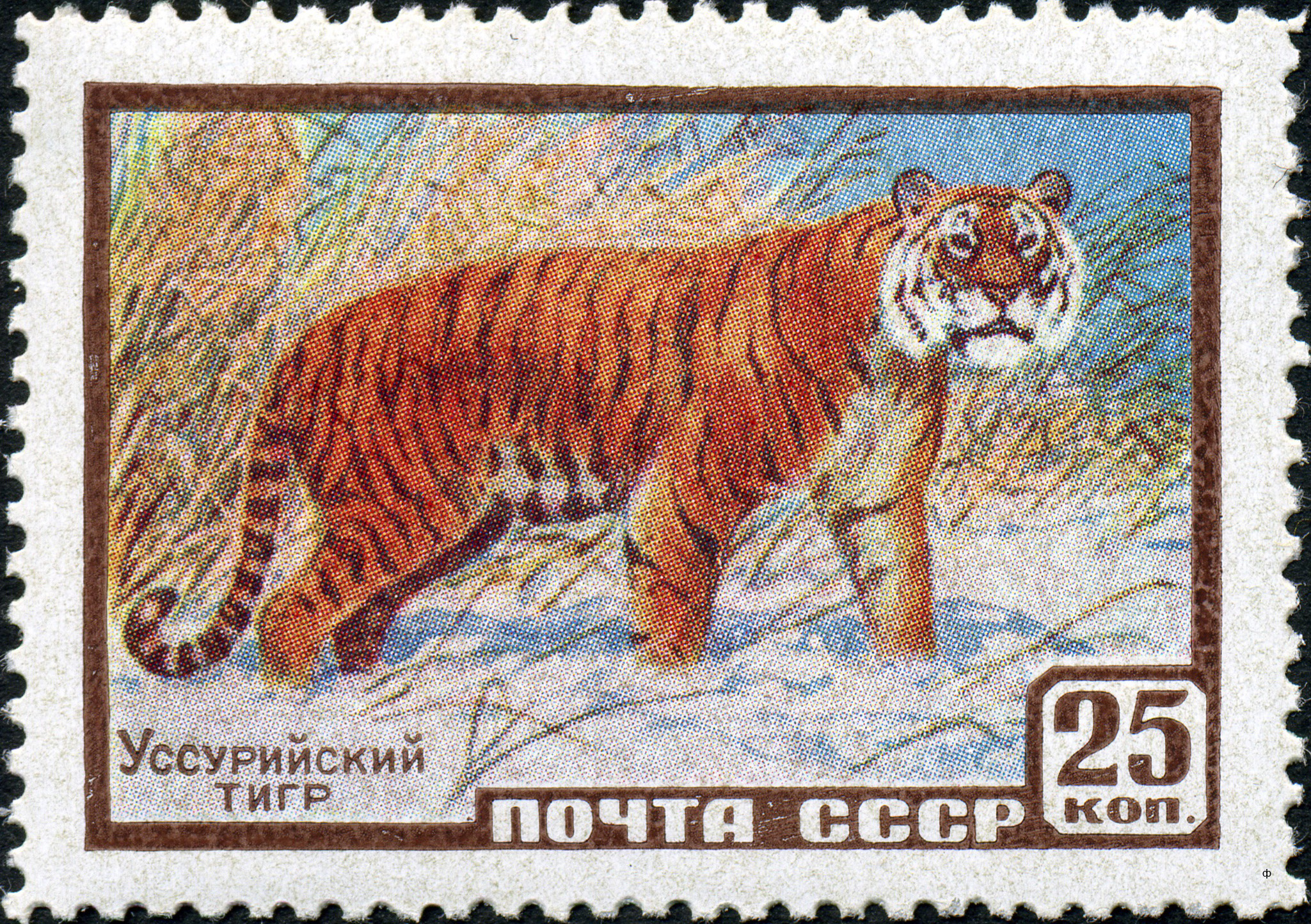
1959: «Охраняйте животных». Художник А. Н. Комаров (ЦФА [АО «Марка»] № 2326)
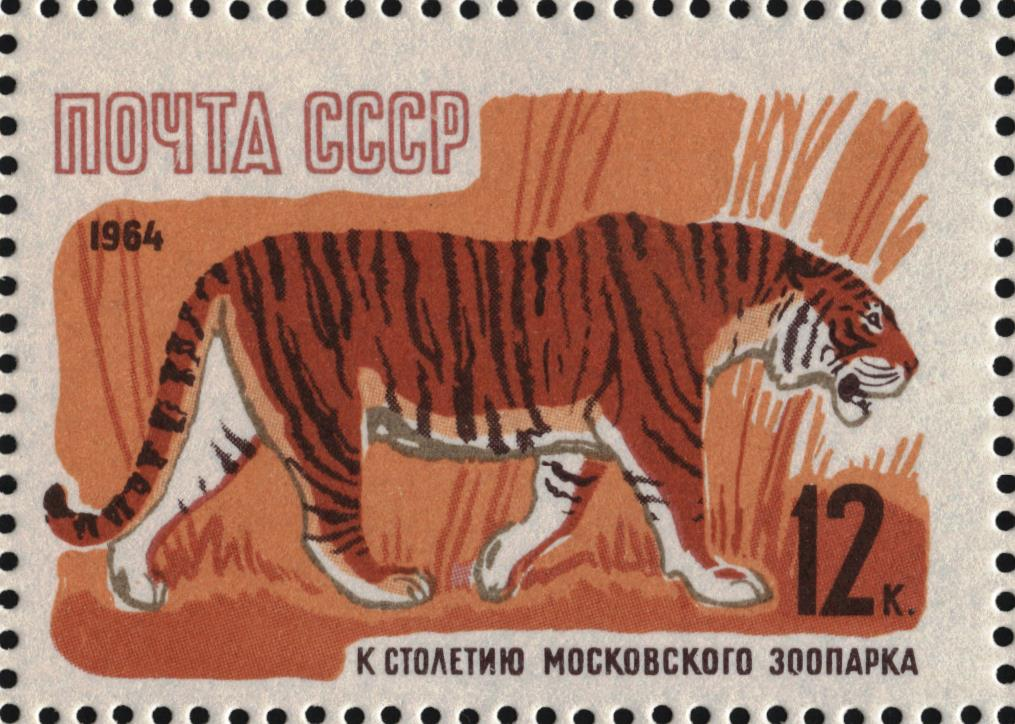
1964: 100-летие Московского зоопарка. Художник А. Лаптев (ЦФА [АО «Марка»] № 3046)
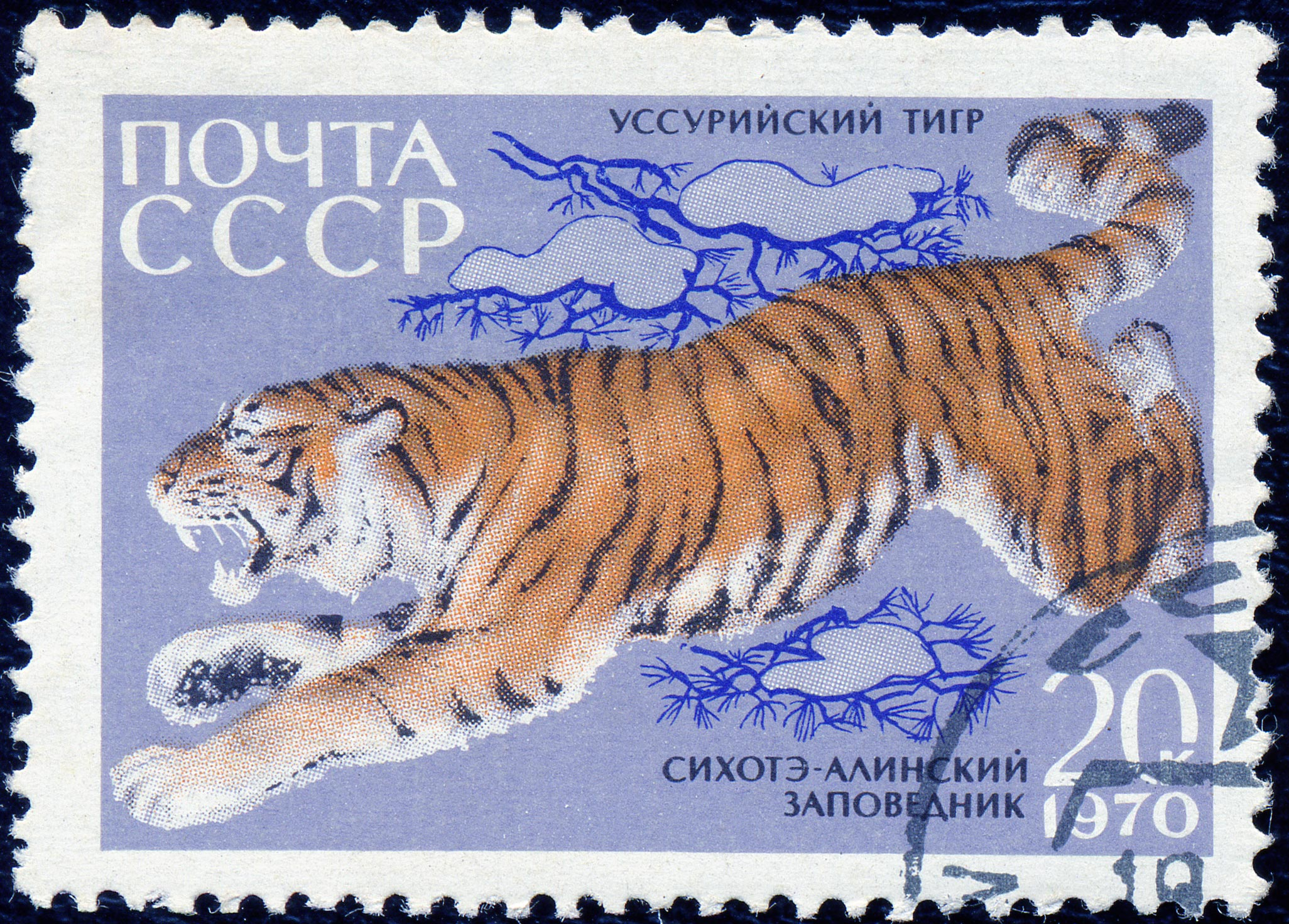
1970: Сихотэ-Алинский заповедник. Художник В. Колганов (ЦФА [АО «Марка»] № 3919)
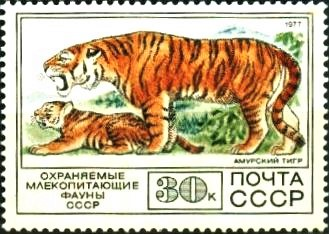
1977: Охраняемые млекопитающие фауны СССР. Художник В. Колганов (ЦФА [АО «Марка»] № 4789)

### Россия
В 1992 году в рамках серии почтовых блоков с общим названием «Охрана природы — актуальная тема филателии», выпускаемой к 20-летию Всесоюзного общества филателистов, вышел почтовый блок с изображением тигрицы с тигрятами, который считается первым изображением тигра на почтовых марках Российской Федерации.
В 2001 году в рамках в серии «Популярные актёры российского кино» была эмитирована почтовая марка, посвящённая памяти артиста Евгения Леонова, на которой представлен кадр из кинофильма «Полосатый рейс» со схематическим изображением «тигра в разрезе».

Примеры почтовых марок России по теме «Тигры»
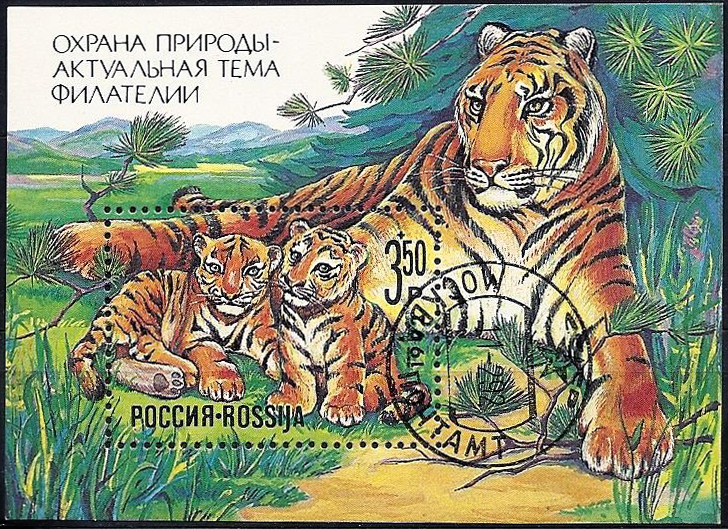
1992: «Охрана природы — актуальная тема филателии». Художник А. Тарасов (ЦФА [АО «Марка»] № 4)
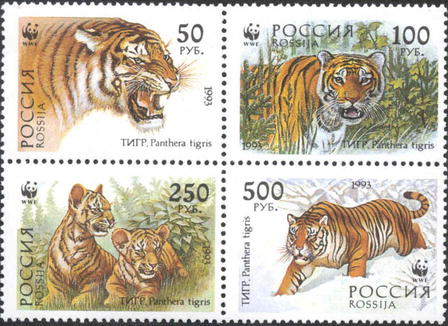
1993: Тигр. Художник ? (ЦФА [АО «Марка»] № 124-127)
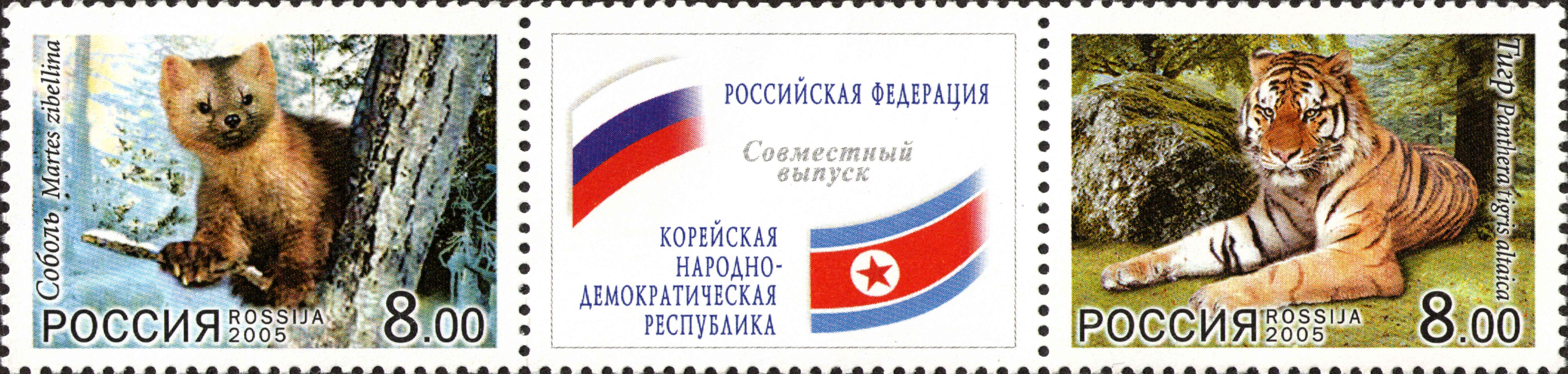
2005: Фауна: совместный выпуск России и КНДР. Художник А. Поварихин (ЦФА [АО «Марка»] № 1032-1033)
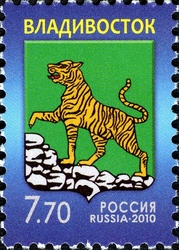
2010: Герб Владивостока. Художник О. Н. Иванова (ЦФА [АО «Марка»] № 1439)
2014: Их будущее — в наших руках. Художник ? (ЦФА [АО «Марка»] № ?)

### Бутан

Тематический каталог «Липсия-Зоофила. Животное царство на почтовых марках» (ГДР, 1972)

В феврале 2010 года в Бутане вышла посвящённая началу года Тигра серия почтовых марок с призывом «Спасите тигра».

### Индия
В 1983 году Индия в ознаменование 10-летия проекта «Тигр» выпустила почтовую марку с изображением бенгальского тигра.

### КНР
Символическое изображение тигра помещено на выпущенной в 1986 году китайской почтовой марке, посвящённой году Огненного Тигра.

### Непал
На эмитированной в Непале в 2010 году по поводу Года тигра почтовой марке номиналом 5 непальских рупий изображены бенгальский тигр и логотип World Wildlife Fund.

### США
В 2011 году почтовое ведомство США эмитировало почтово-благотворительную марку с изображением амурского тигрёнка в рамках серии «Спасите исчезающие виды животных».

### Южная Корея
В 1998 году в Южной Корее по поводу года Земляного Тигра вышла почтовая марка с символическим изображением головы тигра.